# AN-94
L’AN-94 (nome ufficiale 5,45-мм автомат Никонова обр. 1994 г. / АН-94 Абака́н, 5,45 mm Avtomat Nikonova 1994 goda / AN-94 Abakan, designazione GRAU: 6P33) è un fucile d'assalto russo di nuova generazione.
Il nome dell'arma è legato a quello del suo progettista, Gennadiy Nikonov, che aveva già lavorato precedentemente sulla mitragliatrice Nikonov.

## Storia
Il progetto aveva inizialmente lo scopo di introdurre un'arma che potesse sostituire l'AK-74, in servizio nell'Esercito Russo. A causa degli alti costi di progettazione e produzione, l'adozione è stata molto lenta e l'arma è finita per rimanere pressoché ignorata; cosa che fa pensare ad un'adozione formale che mai si verificò, poiché la produzione si arrestò nel 2006.

## Descrizione generale
Il grande pregio dell'arma consiste nel riuscire a ritardare il rinculo sino al momento in cui i proiettili hanno lasciato la canna dell'arma. Questo permetterebbe di piazzare più colpi in rapida successione in aree piuttosto ristrette sui bersagli.
L'AN-94 offre una configurazione con raffica a 2 colpi (unica assieme a quella del KRISS Vector), con cadenza teorica di 1800 colpi al minuto (in tale posizione). Il sistema di Nikonov permette all'arma di sparare due proiettili abbastanza rapidamente da impedire che le forze di rinculo agiscano sul tiratore, modificando l'asse di mira.
La diottra di mira è stata spostata sul retro dell'arma, allontanandola quindi dal mirino frontale, in modo da migliorare la precisione rispetto al vecchio AK-74. Lo spegnifiamma, dalla forma molto particolare e riconoscibile, è volto a ridurre rumore, rilevamento e fiammata al momento dello sparo. A differenza dell'AK-74M in servizio può montare contemporaneamente una baionetta e un lanciagranate (GP-25 o GP-30).

## Il funzionamento
Caratteristica tipica nell'arma è il caricatore, inclinato di circa 15° a destra (guardando l'arma dalla parte del calcio). Questa caratteristica è indispensabile per il funzionamento del sistema di alimentazione unico dell'arma. L'arma impiega il calibro russo standard 5,45 × 39 mm con un sistema di chiusura dell'otturatore rotante. Nikonov e i suoi collaboratori definirono il loro sistema смещенный импульс свободного затвора (smeshchonnyy impuls svobodnovo zatvora), ovvero rinculo ad impulso ritardato.
Quando viene sparato un colpo, l'energia residua della combustione agisce sul porta-otturatore. Nello stesso tempo, una parte dei gas che spingono i proiettili fuori dall'arma vengono convogliati nel cilindro dei gas posizionato sopra la canna e parallelamente ad essa. Il movimento del pistone agisce sui blocchi dell'otturatore, permettendone la rotazione e lo sblocca, con conseguente estrazione ed espulsione. Caratteristica unica dell'AN-94 è il fatto che canna, sistema gas, castello e porta-otturatore sono solidali, formando quindi un unico componente che si muove avanti e indietro all'interno di un guscio in polimero ultraresistente. Questa configurazione permette di isolare ciò che avviene all'interno dell'arma da quello che il tiratore effettivamente avverte al momento dello sparo (permettendo quindi di avere un rinculo più morbido).
Il movimento descritto sopra è anche impiegato per il funzionamento del sistema rotante che permette l'incameramento di due munizioni in rapidissima successione, e che permette quindi di avere raffiche da due colpi estremamente ravvicinati. Inoltre, quando in fuoco automatico, il meccanismo fa in modo che i primi due colpi di qualunque raffica siano sparati a distanza molto più ravvicinata (1.800 colpi al minuto) degli altri (che si attestano sui 600 colpi al minuto).

## Utilizzatori
- Russia: in uso (seppur in quantitative limitati) presso l'Esercito Russo, i corpi di polizia, il servizio di sicurezza federale e le forze del ministero degli affari interni[3].